# M3GAN
M3GAN (Eigenschreibweise: MΞGAN) ist ein US-amerikanischer Science-Fiction-Horrorfilm von Regisseur Gerard Johnstone, der am 6. Januar in die US-amerikanischen und am 12. Januar 2023 in die deutschen Kinos kam. Der Film handelt von einer mit künstlicher Intelligenz ausgestatteten Puppe, die ein Selbstbewusstsein entwickelt und zum Schutz ihrer kindlichen Besitzerin beginnt, Menschen umzubringen. Die Hauptrollen verkörpern Allison Williams, Violet McGraw und Ronny Chieng.

## Handlung
Die Spieleentwicklerin Gemma Forrester ist ein eigensinniger Workaholic und Mitarbeiterin des Spielzeugunternehmens Funki. Sie gerät mit ihrem Chef, dem Abteilungsleiter David, häufig in Konflikt, weil sie dessen Firmentechnologie für eigene, teils private Experimente ausnutzt. Ihr neuestes Projekt, ein Androide mit künstlicher Intelligenz namens M3GAN, scheitert zunächst kläglich und David droht Gemma, ihr sämtliche Budgets zu streichen. Ihre Kollegen, Tess und Cole, können David jedoch beschwichtigen und muntern Gemma wieder auf. Die Arbeit an der Software für M3GAN wird heimlich fortgesetzt.
Wenig später nimmt Gemma ihre neunjährige Nichte Cady James bei sich auf, nachdem deren Eltern bei einem Autounfall ums Leben gekommen waren. Das Verhältnis zwischen Tante und Nichte ist jedoch recht angespannt, da für Gemma die Arbeit oberste Priorität hat und sie nicht weiß, wie sie Cady in ihrer Trauerbewältigung unterstützen könnte. Cady ihrerseits findet ihre Tante „spießig“ und das neue Zuhause „todsterbenslangweilig“. Gemma fühlt sich bald überfordert und bittet die Kinderpsychologin und -therapeutin Lydia um Hilfe. Als das trübsinnige Mädchen den alten Roboter „Bruce“ von ihrer Tante entdeckt und ihn für das „perfekte Spielzeug“ hält, entschließt sich Gemma dazu, für Cady eine neue „Freundin“ zu entwerfen. Im firmeneigenen Computer- und Techniklabor nimmt sie die Weiterentwicklung und Verbesserung von M3GAN wieder auf, die sie zudem auf die Bedürfnisse von Cady programmiert.
Die erste Begegnung zwischen Cady und M3GAN findet in einem Testzimmer der Firma statt und Cady ist sofort fasziniert. M3GAN erscheint als zehnjähriges Mädchen mit schulterlangem, welligem und dunkelblondem Haar, grünlichen Augen und makelloser Haut. Sie ist mit einem beigefarbenen Einteilerkleid über einem grau-weiß quergestreiften Hemd ausstaffiert und trägt eine große, rot-weiß-blau gestreifte Fliege. Obgleich M3GANs Aufmachung etwas altmodisch wirkt, findet Cady sie sofort sympathisch und beginnt ein Gespräch mit ihr. David erkennt schnell M3GANs Potenzial als Spielzeug, als er die Interaktionen zwischen Cady und der Puppe beobachtet. Um auch den Firmenvorstand von M3GAN zu überzeugen, soll diese eine noch intensivere Bindung zu Cady aufbauen und daher mit dem jungen Mädchen zusammenleben. Während Cady begeistert ist und Gemma optimistisch bleiben möchte, ist Lydia skeptisch.
In der Folgezeit blüht Cady geradezu auf und das Glück scheint perfekt: M3GAN unterrichtet Cady, macht ihr Komplimente und achtet wohlfeil auf eine gesunde Ernährung des Kindes. Doch bald wird es im eigenen Haus für Gemma ungemütlich: M3GAN beginnt nicht nur, Cady mehr und mehr zu vereinnahmen, die Puppe hütet das Mädchen geradezu eifersüchtig und wird gegenüber Gemma verbal aufmüpfig. Außerdem mischt M3GAN sich gehäuft in Gespräche zwischen Gemma und Cady ein und versucht gar, Gemma zu maßregeln und einzuschüchtern. Unterdessen macht sich Lydia Sorgen, dass die emotionale Bindung zwischen Puppe und Mädchen zu stark werden und Cady sich infolgedessen sozial entfremden könnte. Erwartungsgemäß nimmt Cady die Puppe zunächst noch in Schutz.
Im Umfeld der Familie kommt es schon bald zu einer Reihe von (scheinbar) unerklärlichen Todesfällen: Der Hund von Gemmas Nachbarin Celia kommt auf mysteriöse Weise zu Tode, nachdem er kurz zuvor Cady gebissen und M3GAN übel zugerichtet hatte. Der verhaltensauffällige Junge Brandon, der Cady auf einem Ausflug gequält und auf M3GAN eingedroschen hatte, wird von einem Auto überfahren. Als schließlich auch noch Celia zuhause verstirbt, nachdem sie Gemma und M3GAN öffentlich verdächtigt und beschimpft hatte, beginnt Gemma endlich, M3GAN mit den Taten in Verbindung zu bringen. Als sie entdeckt, dass die Aufzeichnungsdateien aus M3GANs Hauptprozessor von der KI beschädigt oder gelöscht worden waren, bringt Gemma die Puppe zurück ins Firmenlabor. Sie will die baldige Veröffentlichung von M3GAN als Spielzeug verhindern, weil das Gefahrenpotential einfach zu groß geworden ist. Zur gleichen Zeit fordert sie zudem von ihrer Nichte, sich von M3GAN fernzuhalten, was in einem Wutanfall seitens Cady gipfelt.
M3GAN kann sich währenddessen im Forschungslabor von Funki gewaltsam aus der Obhut von Tess und Cole befreien und bringt daraufhin David sowie dessen Assistenten Kurt um. Sie präpariert den Tatort so, dass es aussieht, als habe Kurt die Tat begangen und sich dann selbst getötet. Als die Puppe im Anschluss das Haus von Gemma aufsucht, kommt es schließlich zu einem Showdown. M3GAN wirft Gemma vor, eine schlechte Mutter für Cady zu sein, und möchte die Spieleentwicklerin beseitigen, um sich fortan allein um das junge Mädchen kümmern zu können. Als Cady den Kampf zwischen beiden bemerkt, schreitet auch sie ein und wendet sich mit dem Roboter Bruce gegen ihre einstige Freundin. Mit vereinten Kräften schaffen es Gemma und Cady schließlich, M3GAN zu zerstören.
Als Tess und Cole zusammen mit der Polizei eintreffen, ist zu sehen, dass sich M3GANs künstliche Intelligenz heimlich in den Heimassistent von Gemma hochgeladen hat.

## Produktion

### Stab und Besetzung
Der schwarzhumorige Horror-Thriller M3GAN basiert auf einer Idee von James Wan, der eine Mörderpuppe im Stile vom Chucky für eine neue Generation erschaffen wollte. Seine Produktionsfirma Atomic Monster strebte zunächst eine Zusammenarbeit mit Warner Bros. an, die aufgrund ihrer bereits bestehenden Annabelle-Reihe allerdings ablehnten, woraufhin sich Wan im Juli 2018 mit Jason Blum von Blumhouse Productions zusammenschloss. Das Drehbuch über eine technisch hochentwickelte Mörderpuppe wurde von Akela Cooper geschrieben und war ursprünglich weitaus blutiger, wurde aber zugunsten einer jüngeren Zielgruppe entschärft. Als Regisseur wurde Gerard Johnstone verpflichtet, auf den die Produzenten durch seinen Debütfilm Housebound aufmerksam wurden.
Im Oktober 2020 sicherte sich Universal die internationalen Vertriebsrechte, während sich Allison Williams als Hauptdarstellerin und Executive Producer dem Filmprojekt anschloss. In Vorbereitung auf die Rolle sprach Williams mit Wissenschaftlern und Forschern auf dem Gebiet der künstlichen Intelligenz, um deren Verhaltens- und Denkweisen sowie die äußere Ästhetik realitätsgetreu abbilden zu können. Im Frühjahr 2021 wurden Violet McGraw und Ronny Chieng für weitere Hauptrollen verpflichtet. Die Synchronisation von M3GAN übernahm die US-amerikanische Nachwuchsschauspielerin Jenna Davis; in weiteren Nebenrollen sind Brian Jordan Alvarez, Jen Van Epps, Lori Dungey und Stephane Garneau-Monten zu sehen.

### Dreharbeiten und Filmmusik
Die Dreharbeiten waren ursprünglich bereits für den Herbst 2018 angesetzt und sollten vor der COVID-19-Pandemie noch in Montreal erfolgen. Aufgrund von Produktionsverzögerungen erfolgte der Drehstart mit den Kameramännern Peter McCaffrey und Simon Raby allerdings erst am 5. Juli 2021. Hauptdrehort des Films war Auckland in Neuseeland; weitere Aufnahmen entstanden zudem in Los Angeles. Ehe Mitte August 2021 in Neuseeland ein landesweiter Lockdown verhängt wurde, konnten rund 85 % des Films abgedreht werden. Da Hauptdarstellerin Violet McGraw später nicht mehr in den Pazifikstaat reisen konnte, wurde das noch ausstehende Ende umgeschrieben und stattdessen in Atlanta gefilmt. Um in den Vereinigten Staaten eine PG-13-Freigabe zu erhalten, erfolgten für einige Szenen weitere Nachdrehs. Regisseur Johnstone merkte dazu an, auch wenn durch das neugedrehte Filmmaterial die Altersfreigabe gesenkt werden konnte, werde die Bedrohung durch vorzeitiges Wegschneiden und ein besser ausgearbeitetes Sounddesign aus seiner Sicht noch beängstigender.
In Vorbereitung auf die Dreharbeiten wurde über ein Jahr an der technischen Umsetzbarkeit der titelgebenden Puppe M3GAN gearbeitet und nach dem richtigen Verhältnis von Spezialeffekten und VFX gesucht. Am Filmset wurde die Puppe schließlich von der 12-jährigen neuseeländischen Tänzerin Amie Donald verkörpert, der Jed Brophy und Luke Hawker als Bewegungschoreographen assistierten, während Kimberley Crossman M3GAN vertonte. Donald trug für die Filmaufnahmen eine Maske, die in der Postproduktion vom VFX-Studio Wētā FX durch ein animiertes Gesicht ersetzt wurde. Als visuelle Vorlage dienten dabei Schauspielikonen der 1950er Jahre wie Audrey Hepburn, Grace Kelly und Kim Novak. Da die Künstlichkeit von M3GAN im Kontrast zur Natürlichkeit der 1970er Jahre stehen sollte, wurden die Haare der Puppe hingegen nach Vorlage von Peggy Lipton designt. Daneben kamen am Filmset insgesamt sieben Animatronics von M3GAN zum Einsatz, die von Puppenspieler Adrien Morot gesteuert wurden und jeweils unterschiedliche Fähigkeiten besaßen.
Die Filmmusik wurde von Anthony Willis komponiert. Der Brite steuerte zum Soundtrack auch den Song Tell Me Your Dreams bei, der im Original von Jenna Davis gesungen wird. Die Idee hinter dem Lied war, es wie andere von künstlicher Intelligenz erstellte Werke möglichst einfach und unlogisch, aber trotzdem eingängig zu gestalten. Als Inspirationsquelle diente Musik von Burt Bacharach, Randy Newman und Stevie Wonder, aber auch der von Kermit gesungene Song The Rainbow Connection aus dem Film Muppet Movie.

### Veröffentlichung
Ein erster Trailer zum Film wurde am 11. Oktober 2022 veröffentlicht; ein zweiter folgte am 7. Dezember 2022. Die Weltpremiere erfolgte am 7. Dezember 2022 im TCL Chinese Theatre in Los Angeles. M3GAN sollte ursprünglich am 13. Januar 2023 in die US-amerikanischen Kinos kommen, wurde später aber um eine Woche auf den 6. Januar vorgezogen. Der deutsche Kinostart erfolgte am 12. Januar 2023. Bereits am 24. Januar 2023 wurde M3GAN in den Vereinigten Staaten auch digital fürs Heimkino veröffentlicht. In Deutschland erschien der Film am 16. März digital und am 30. März 2023 auf DVD und Blu-ray in einer ungekürzten Filmfassung. In China erhielt M3GAN einen Kinostarttermin am 17. März 2023.

## Synchronisation
Die deutschsprachige Synchronisation entstand nach einem Dialogbuch und unter der Dialogregie von Hannes Maurer bei FFS Film- & Fernseh-Synchron. Für die musikalischen Leitung war Rafael Albert verantwortlich.
| Rolle          | Darsteller              | Synchronsprecher   |
| -------------- | ----------------------- | ------------------ |
| Gemma          | Allison Williams        | Yvonne Greitzke    |
| Cady James     | Violet McGraw           | Saskia Glück       |
| M3GAN          | Jenna Davis (Stimme)    | Luisa Wietzorek    |
| David Lin      | Ronny Chieng            | Karim El Kammouchi |
| Tess           | Jen Van Epps            | Victoria Frenz     |
| Cole           | Brian Jordan Alvarez    | Max Felder         |
| Kurt           | Stephane Garneau-Monten | Rainer Fritzsche   |
| Lydia          | Amy Usherwood           | Nicole Hannak      |
| Celia          | Lori Dungey             | Almut Zydra        |
| Ryan James     | Arlo Green              | Nico Sablik        |
| Officer Carter | Samson Chan-Boon        | Tobias Schmidt     |

## Rezeption

### Altersfreigabe
In den Vereinigten Staaten erhielt M3GAN von der MPA aufgrund gewalttätiger Inhalte sowie Schrecken, der Sprache und einer suggestiven Anspielung ein PG-13-Rating. In Deutschland vergab die FSK hingegen eine Freigabe ab 16 Jahren. In der Freigabebegründung heißt es, der Film enthalte zahlreiche genretypische Schockmomente und Gewaltszenen. Dabei komme es zwar teilweise zu recht deutlichen Bebilderungen, doch die Gewalthandlungen würden nicht übermäßig ausgespielt werden. Jugendliche ab 16 Jahren könnten den Film daher als realitätsferne Horrorgeschichte betrachten und die Darstellungen angemessen einordnen.

### Kritiken
M3GAN konnte 93 % der 315 bei Rotten Tomatoes gelisteten Kritiker überzeugen und bekam bei den Bewertungen im Schnitt 7,2 von 10 Punkten. Als zusammenfassendes Fazit zieht die Seite, erbarmungslos albern und umso unterhaltsamer sei der Film eine seltene Horrorkomödie, die mühelos sowohl belustigen als auch gruseln könne. Bei Metacritic erhielt M3GAN basierend auf 54 Kritiken einen Metascore von 72 von 100 möglichen Punkten.

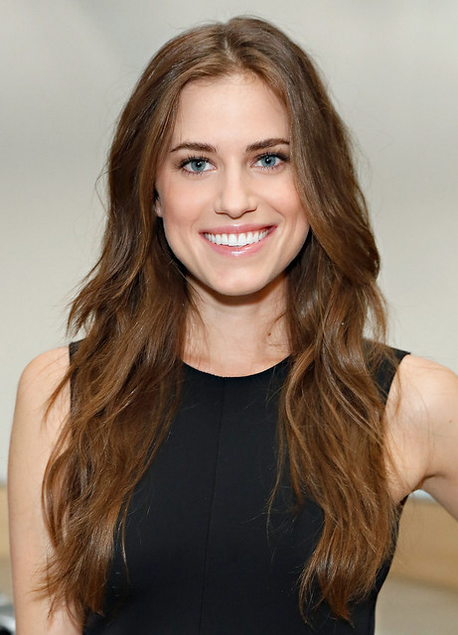
Darstellerin Allison Williams

Zu einem wohlwollenden Urteil gelangt Owen Gleiberman von Variety, für den M3GAN ein zumeist gruseliger, grotesker und unterhaltsamer satirischer Sci-Fi-Horrorfilm sei. Das kurzweilige Genrewerk benutzte zuweilen zwar zu viele popkulturelle Referenzen und sei mitunter nur wenig subtil, besitze aber einen gesunden Sinn für eine eigene Absurdität. So sei M3GAN eine hochkitschige Geschichte mit Kultpotential über die Gefahren von Technik, in der insbesondere Hauptdarstellerin Allison Williams positiv heraussteche. Die unbeschwerte und manchmal sogar ahnungslose Hyperrationalität ihrer Figur Gemma mache sie sowohl zur Heldin der Geschichte als auch zu einem modernen Dr. Frankenstein.
Auch Jason Zinoman von der New York Times zieht ein überwiegend positives Fazit und urteilt, M3GAN sei ein unwiderstehlicher Over-the-Top-Killerpuppenfilm, der schlau genug wäre, sich selbst nicht zu ernst zu nehmen. Die Rahmengeschichte handle zwar davon, wie Gemma lerne, mit einem Kind umzugehen, doch im Inneren sei der Horrorfilm stets unterhaltsam und alberner. Allison Williams verkörpere dabei den Archetyp der verrückten Wissenschaftlerin, bringe aber einen überzeugenden Realismus in die absurdesten Situationen. Sie sei eine starke, nicht zerbrechliche und trockene Hauptfigur, der die stylische, schelmische und äußerst wachsame M3GAN im Stile des Terminators gegenübergestellt werde. Auch wenn es bei ihr etwas an Grautönen und Gore fehle, sei die Puppe trotzdem eine überzeugende Gegenspielerin. In Verbindung mit dem Sinn für Humor könne der Film so auch den langsamen Start, das generische Ende und die teilweise absurden Dialoge wieder wett machen. Als Fazit zieht Zinoman, M3GAN setze weder auf zu ernste sozialpolitische Kommentare oder intensive Schocksequenzen, sondern wolle den Zuschauer in erster Linie einfach nur unterhalten.
Kristoffer Cornils bezeichnet M3GAN in seiner Filmbesprechung für Zeit Online als „schön doofe Unterhaltung und smarte Zeitgeistkritik“, die trotz Trash-Appeal in den Gewässern von Her und Severance fische. Die Prämisse klinge zunächst zwar wie ein genretypischer Horrorfilm, doch M3GAN sei im Herzen eine Dystopie mit einer Gegenwartsanalyse in übersteigerter Form. So wäre der Film durch die Thematisierung der sozialen Entfremdung unter einem technologischen Aspekt und die menschliche Verfehlung bei ebendieser eine „Parabel auf die Konsequenzen der Ausbeutung des Sozial- und Privatlebens“. Auch Risiken, dass Technologien und das Internet süchtig machen, radikalisieren und zum Konsum verleiten könnten, spreche Regisseur Gerard Johnstone an. Dabei spiele er Gefühle wie Entfremdung, Überlastung und Verzweiflung unausgesprochen durch und denke sie in eine nicht allzuferne Zukunft weiter. Die Kernkompetenzen des Science-Fiction-Films würden so geschickt mit denen des Horrorfilms ausgespielt werden, auch wenn der Horror-Plot vorhersehbar und das Ende wenig überraschend sei.
Durchwachsen steht Derek Smith vom Slant Magazine dem Film gegenüber, für den M3GAN zwar ein herrlich kitschiger Horrorfilm sei, die auf der Leinwand gezeigte Brutalität allerdings nicht der Grausamkeit der titelgebenden Puppe entspreche. Trotz einer interessanten Ausgangslage thematisiere M3GAN die Traumata des Waisenmädchens Cady kaum, sondern möchte nur die Bösartigkeit der „Robo-Puppe“ hochspielen. Themen wie sich aus der Verantwortung ziehende Erwachsene und die Gefahren der Technik seien dabei nur Mittel zum Zweck und würden dazu führen, dass das Drama zwischen Gemma und Cady der Geschichte sogar an Spannung nehme.

### Einspielergebnis
Am Startwochenende konnte M3GAN mit einem Einspielergebnis von rund 30,2 Millionen US-Dollar den zweiten Platz der US-amerikanischen Kino-Charts erreichen. In Deutschland belegte der Film im gleichen Zeitraum mit fast 140.000 Kinobesucher den dritten Platz. Dem Budget von rund 12 Millionen US-Dollar stehen weltweite Einnahmen in Höhe von 180,1 Millionen US-Dollar gegenüber, von denen der Film allein 95,2 Millionen im nordamerikanischen Raum erwirtschaften konnte. In Deutschland verzeichnete M3GAN insgesamt 451.461 Kinobesucher.

### Auszeichnungen
Astra Film Awards 2024
- Auszeichnung als Bester Horrorfilm[39]

Critics’ Choice Super Awards 2024
- Nominierung als Bester Horrorfilm
- Nominierung als Beste Schauspielerin in einem Horrorfilm (Amie Donald & Jenna Davis)
- Nominierung als Bester Filmbösewicht (M3GAN)[40]

Dorian Awards 2024
- Nominierung als Bester Genrefilm
- Auszeichnung als Extravagantester Film[41]

Golden Tomato Awards 2024
- Auszeichnung als Bester Horrorfilm[42]

Hollywood Critics Association Midseason Film Awards 2023
- Auszeichnung als Bester Horrorfilm[43]

Hollywood Music in Media Awards 2023
- Nominierung für die Beste Filmmusik in einem Horrorfilm oder Thriller (Anthony Willis)[44]

MTV Movie & TV Awards 2023
- Nominierung als Beste Schurkin (M3GAN)[45]

People’s Choice Awards 2024
- Nominierung als Bestes Filmdrama[46]

Saturn-Award-Verleihung 2024
- Nominierung als Bester Science-Fiction-Film
- Nominierung als Beste Nachwuchsschauspielerin (Violet McGraw)

## Fortsetzungen
Eine direkte Fortsetzung kam unter dem Titel M3GAN 2.0 am 26. Juni 2025 in die deutschen Kinos. Neben Regisseur Gerard Johnstone kehrten dabei auch die beiden Hauptdarstellerinnen Allison Williams und Violet McGraw in ihre Rollen zurück.
Neben einer direkten Fortsetzung arbeitet Universal auch am Spin-off SOULM8TE, das am 2. Januar 2026 in die US-amerikanischen Kinos kommen soll. Der Erotik-Thriller handelt von einem Mann, der sich einen mit künstlicher Intelligenz ausgestatteten Androiden zulegt, um den Verlust seiner kürzlich verstorbenen Ehefrau zu verarbeiten, den eigentlich harmlosen Roboter aber versehentlich in eine tödliche Maschine verwandelt. Als Regisseurin fungiert Kate Dolan, die auch das von Rafael Jordan verfasste Drehbuch überarbeitete. Die Hauptrollen übernehmen Lily Sullivan, David Rysdahl und Claudia Doumit.